# RCW 114
RCW 114 è una grande nebulosa a emissione visibile nella costellazione australe dello Scorpione, al confine con l'Altare.
Si presenta come un esteso involucro delimitato da tenuissimi filamenti nebulosi, osservabili né ad occhio nudo né tramite l'ausilio di telescopi amatoriali, nonostante la sua estensione superiore ai 5°; la sua posizione risulta essere di alcuni gradi a sud rispetto al piano galattico. Trovandosi a declinazioni notevolmente australi, la sua osservazione è possibile prevalentemente dalle regioni dell'emisfero australe terrestre, mentre dall'emisfero boreale può essere osservata per intero solo a partire dai 40°N.
Il suo aspetto filamentoso e diffuso ha subito indirizzato gli astronomi verso la teoria secondo la quale all'origine di questa struttura ci potesse essere l'esplosione di una supernova, pertanto essa venne catalogata come un resto di supernova, con la sigla SNR G343.0-06.0; la sua distanza, in base all'osservazione delle righe di assorbimento di 7 stelle allineate ad essa, venne stimata attorno ai 200 parsec, un valore che, se fosse risultato corretto, l'avrebbe resa il resto di supernova più vicino in assoluto al sistema solare, mentre il diametro venne stimato attorno ai 17,5 parsec o inferiore.
Successivamente, attraverso l'analisi dei dati del satellite Hipparcos e la rianalisi dei dati a disposizione, si è suggerito che questa nube potesse essere, per contro, una gigantesca bolla in espansione generata dal potente vento stellare della stella di Wolf-Rayet HD 156385, nota anche come WR 90; questa ipotesi sarebbe confermata anche da altri indizi, come la presenza di un involucro di idrogeno neutro (HI), spesso presente attorno alle stelle di Wolf-Rayet. Le linee di assorbimento di alcuni elementi, come [SII] e [NII], potrebbero essere dovute alla presenza di una superbolla esistente già in precedenza, causata probabilmente dall'esplosione di una supernova. La distanza è stata stimata attorno ai 1500 parsec, all'interno del Braccio del Sagittario, a breve distanza dalla regione di Scorpius OB1.